# Chlamydocarya soyauxii
Chlamydocarya soyauxii är en tvåhjärtbladig växtart som beskrevs av Adolf Engler. Chlamydocarya soyauxii ingår i släktet Chlamydocarya och familjen Icacinaceae. Inga underarter finns listade i Catalogue of Life.